# Ягодина (Болгария)
Ягодина (болг. Ягодина) — село в Болгарии. Находится в Смолянской области, входит в общину Борино. Население составляет 479 человек.
Село расположено в Западных Родопах. Жители села помаки, по вероисповеданию — мусульмане-сунниты.

## Общественно значимые объекты и организации села
- Кметство Ягодина
- Школа имени отца Паисия
- Читалиште «Светлина»

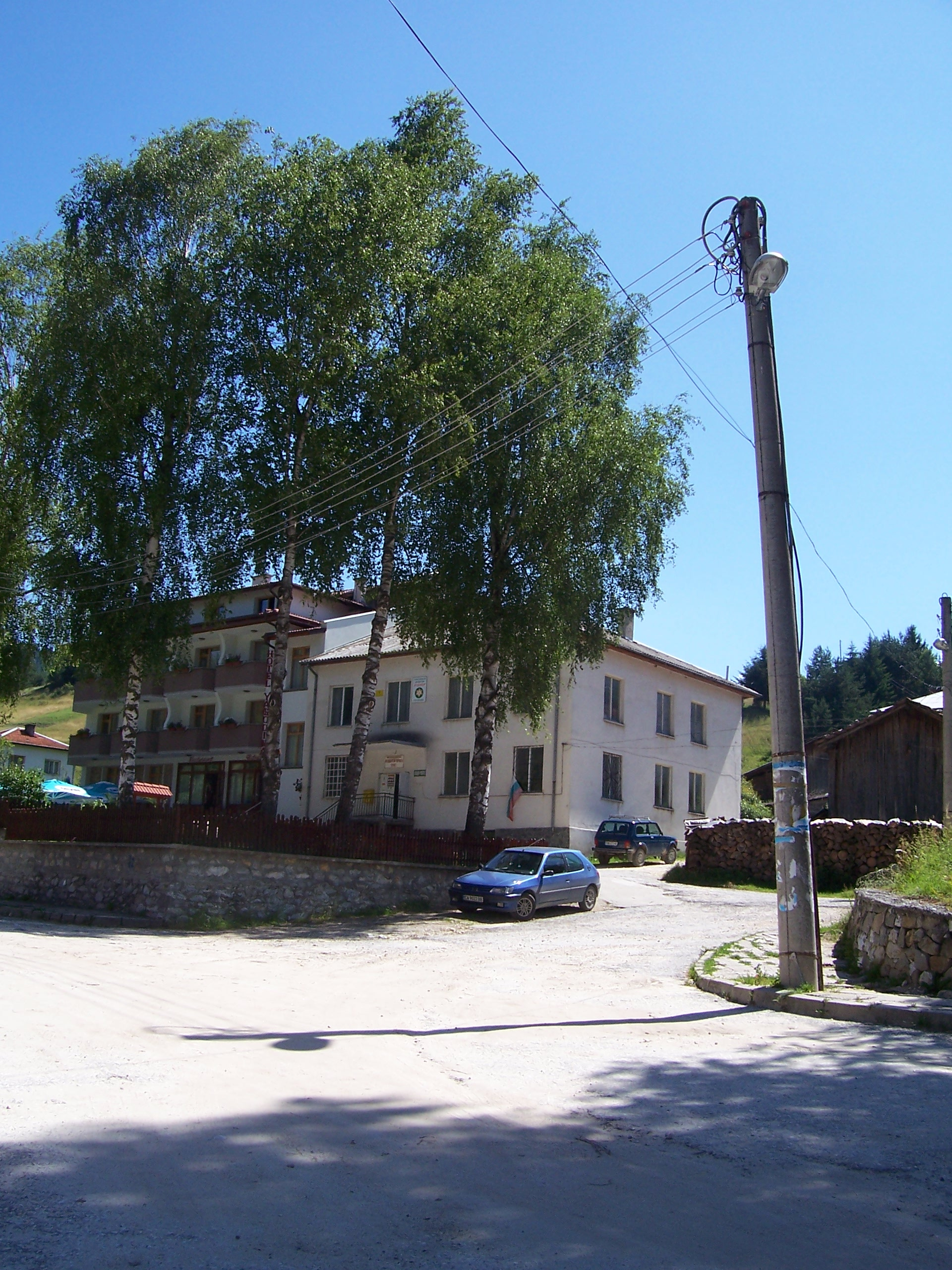
Здание кмества и отель «Ягодина»

- Туристическое содружество «Родопея»

## Политическая ситуация
В местном кметстве Ягодина, в состав которого входит Ягодина, должность кмета (старосты) исполняет Митко Асенов Сакалев (Граждане за европейское развитие Болгарии (ГЕРБ)) по результатам выборов правления кметства.
Кмет (мэр) общины Борино — Октай Мустафов Алиев Движение за права и свободы (ДПС)) по результатам выборов в правление общины.

## Достопримечательности
В окрестностях Ягодины расположены популярные у туристов пещеры Дьявольское горло и Ягодинская пещера; горная вершина Святой Илья, «Дьявольский мост» и водопад Хайдушки-Дол.

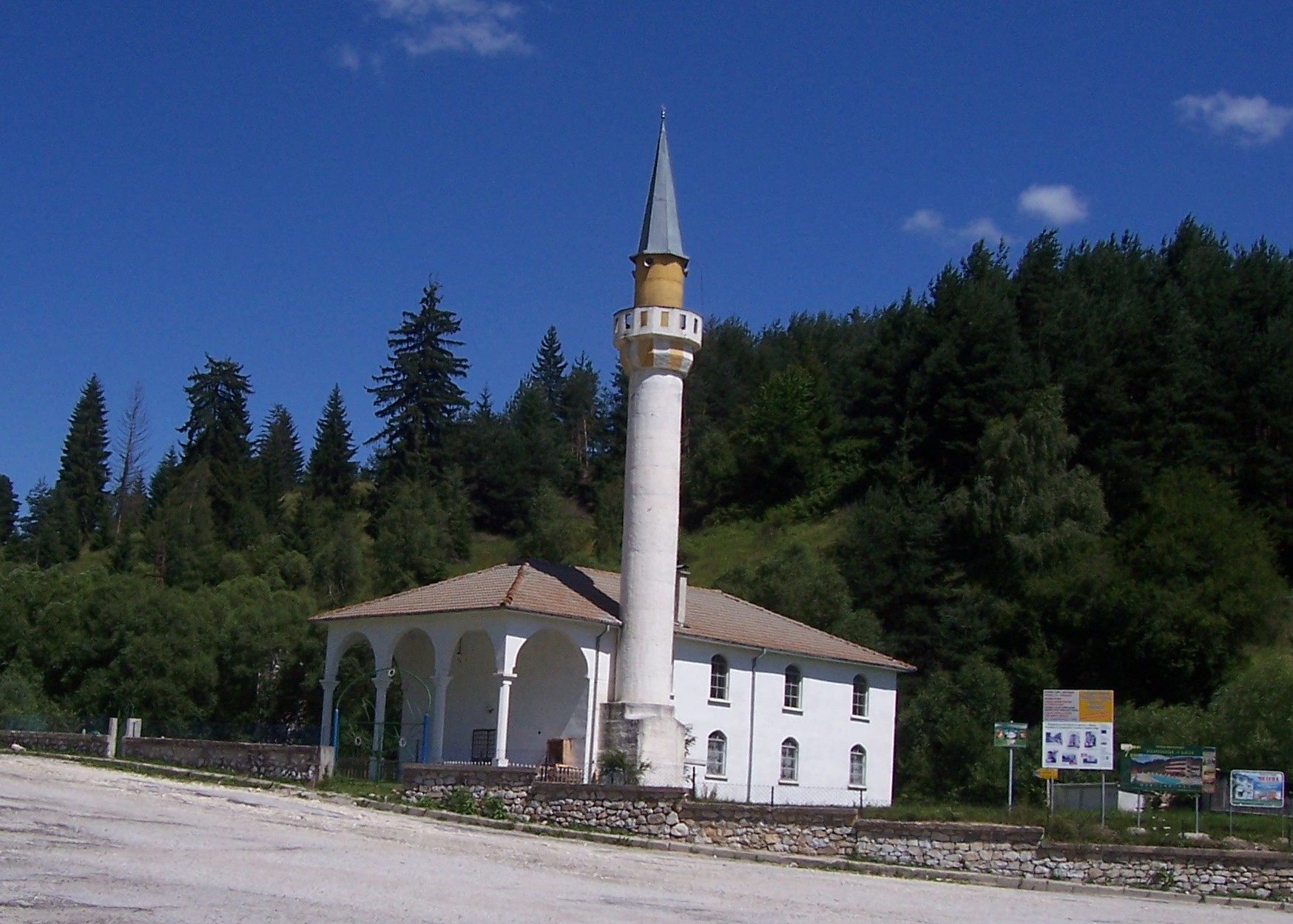
Мечеть в Ягодине